# Bodonkút
Bodonkút, 1891-ig Burjánosoláhbuda (Burjánosbuda, románul Vechea, korábban Budaveche, németül Budendorf) falu Romániában, Kolozs megyében.

## Fekvése
Kolozsvártól 15 km-re északnyugatra fekszik. Dióssal egybeépült.

## Nevének eredete
A mai neve népi névadás eredménye, amelyet hivatalossá tettek. Az Erdélyben ma is használt bodonkút szó jelentése 'fatönkkel bélelt forrás v. kút'. Korábbi nevének eredete megegyezik Budáéval. A burjános előtag gazzal benőtt vidékre vonatkozik. Először 1283-ban említették, Budathelke, majd 1315-ben Buda alakban. A 15. században egymás mellett két Buda, Nagy- vagy Új- és Kis- vagy Óbuda is létezett (1424: Obuda és Vybuda, 1441: Kysbuda, 1452: Nagbuda et Obuda).  Bwryanosbwda néven először 1457-ben, Burjános Oláh Buda néven 1850-ben említették (1854-ben Oláh-Buda-Burjános). Mai román neve jelentéstapadással, a Buda Veche ('Óbuda') névből keletkezett.

## Története
Kolozs vármegyei kuriális falu volt, több magyar kisnemesi család lakta. Magyar nyelvjárása eltér a borsa-völgyi falvakétól.
1766-ban református egyháza Dióssal együtt 140 felnőttet számlált. A 19. században Magyarmacskás filiája lett. A 19–20. században ideköltözött a „Macskások” (Diósmacskás, Hosszúmacskás, Magyarmacskás, Szentmártonmacskás) fogyatkozó magyar nemességének nagy része is.
Kolozsvár piacaira aszalt szilvát és szilvaízt szállított. 1944 őszén a román csendőrség elrendelte a faluban található minden magyar nyelvű könyv elégetését.

## Népessége
- 1850-ben 613 lakosából 426 volt román, 161 magyar, 14 zsidó és 12 cigány nemzetiségű; 426 görögkatolikus, 115 református, 55 római katolikus és 14 zsidó vallású.
- 1900-ban 673 lakosából 440 volt román és 233 magyar anyanyelvű; 450 görögkatolikus, 185 református, 27 római katolikus, 6 zsidó és 5 unitárius vallású. A lakosság 25%-a tudott írni-olvasni és a román anyanyelvűek 8%-a beszélt magyarul.
- 2002-ben 451 lakosából 356 volt román és 94 magyar nemzetiségű; 338 ortodox, 92 református és 16 pünkösdista vallású.

## Látnivalók
- Ortodox (korábban görögkatolikus) fatemploma 1726-ban épült.
- Református temploma 1908-ban épült. Beleépítették középkori templomának néhány részletét.

## Híres emberek
- Nagybudai nemesi családból származott Budai Nagy Antal (Nagybudai Antal), 15. századi parasztvezér.
- Itt született Babos Sándor, mandzsúriai református misszionárius.
- Itt született és itt nevelkedett Gombár Dezső muzsikus.

## Források

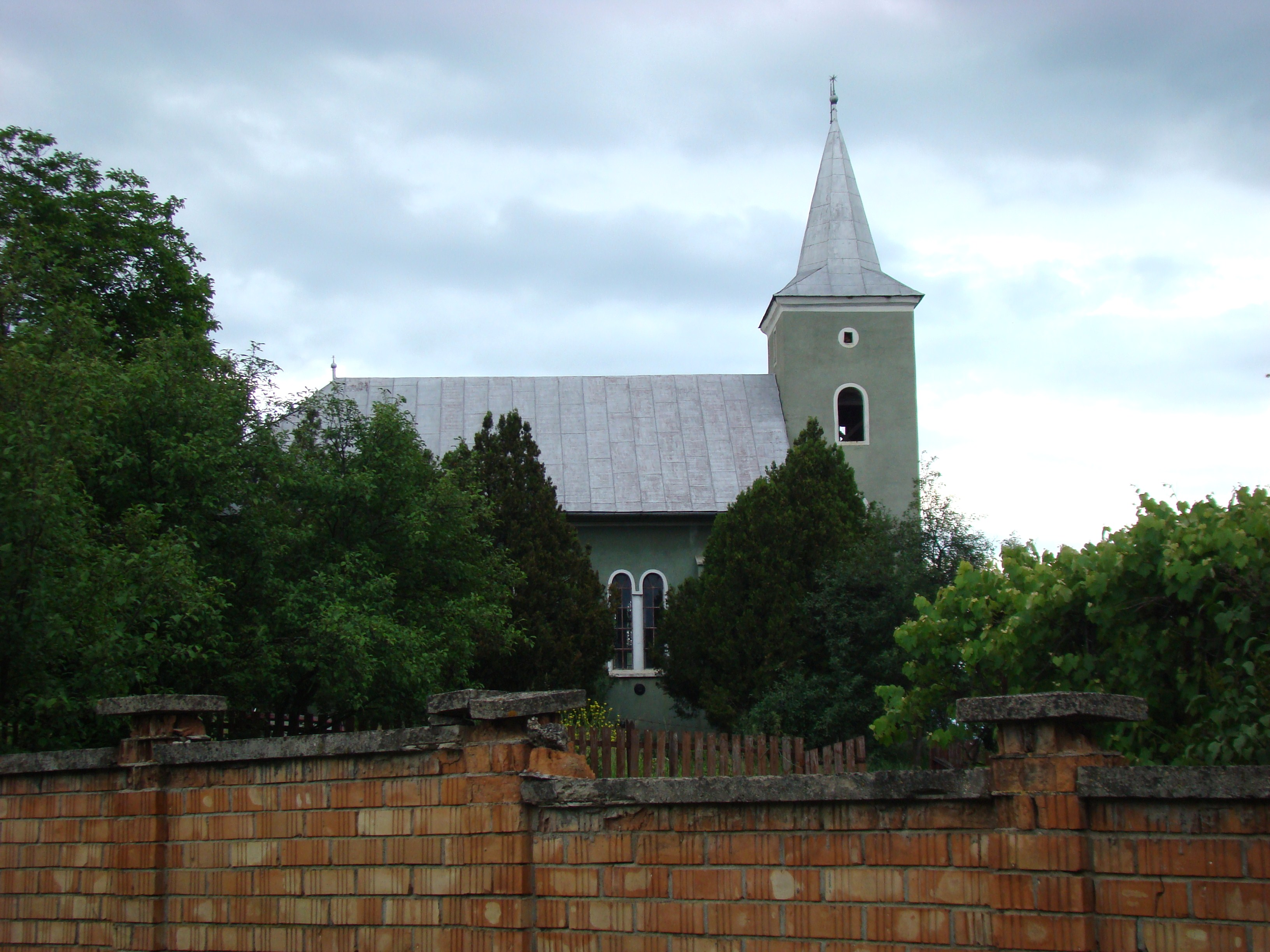
A református templom